# Ogród Boboli
Ogród Boboli, (także Ogrody Boboli, wł. Giardino di Boboli, Boboli) – największy park we włoskiej Florencji rozciągający się na powierzchni blisko 11 hektarów.
Park rozciąga się za florenckim Palazzo Pitti. Założony został w roku 1549 przez Kosmę Medyceusza Starszego dla żony Eleonory di Toledo, a w 1766 został udostępniony publiczności. Jest ogrodem w stylu francuskim z licznymi fontannami i rzeźbami. Spotkać tu można rzadkie także dla Włoch odmiany roślin. Ogród jest czynny we wszystkie dni poza pierwszym i ostatnim poniedziałkiem miesiąca.
Budowy ogrodu jako pierwszy podjął się Niccolò Tribolo, a po jego śmierci w 1550 roku prace kontynuowali Bartolomeo Ammanati oraz Giorgio Vasari. Ich koncepcja zagospodarowania parku kładła duży nacisk na obecność rzeźb. Większość z nich (jak również dziedziniec oddzielający ogród od pałacu) stworzył Bernardo Buontalenti. Rzeźby nawiązują głównie do czasów starożytnych.
Dużym problemem dla projektantów był brak naturalnego źródła wody, która do parku została doprowadzona specjalnym kanałem zasilającym połączonym z rzeką Arno.

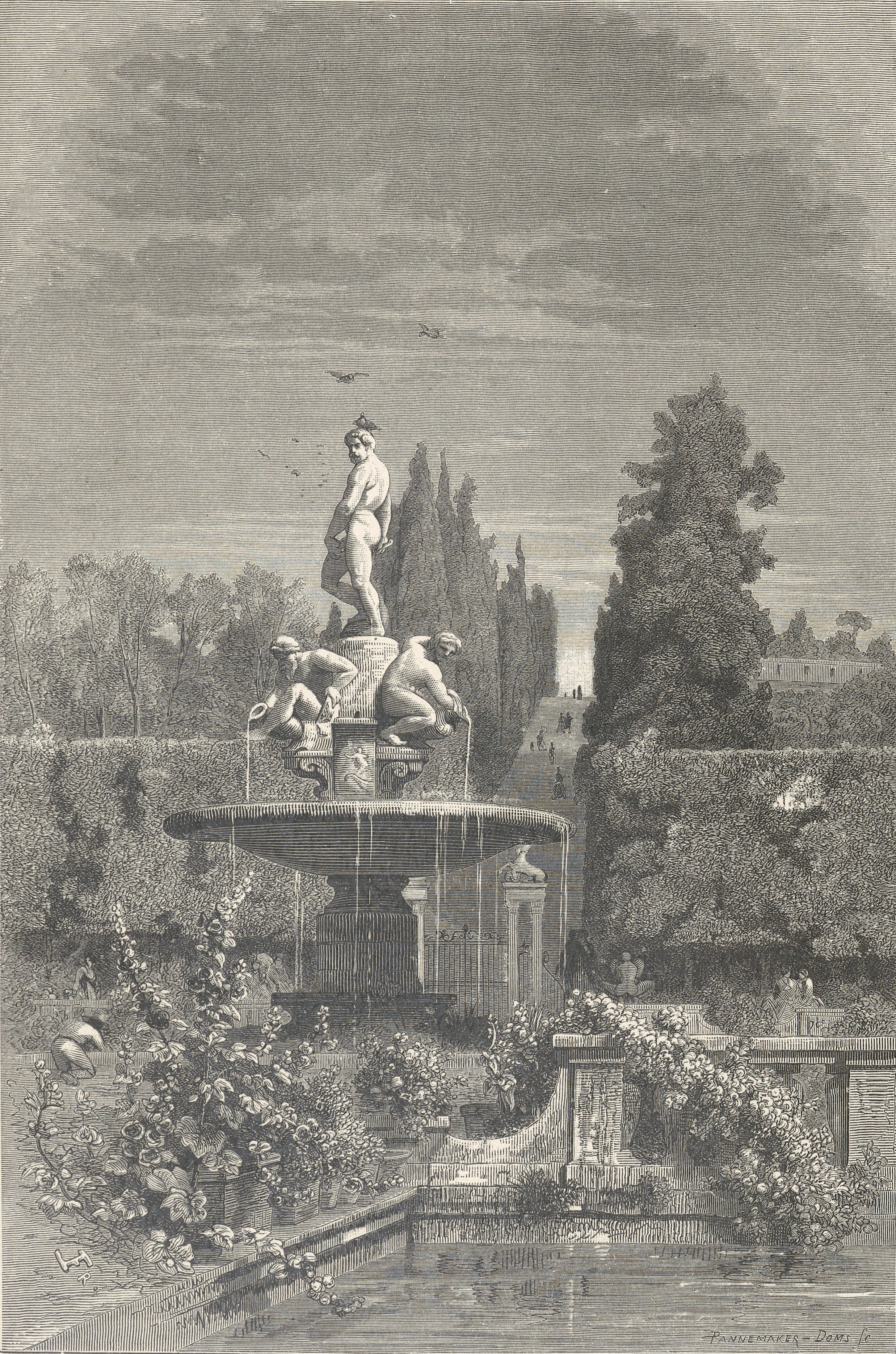
Ogród Boboli na rysunku z 1887

Ogród Boboli jako jeden z pierwszych nie tylko w Toskanii, ale całych Włoszech założony został na wzgórzu (o tej samej nazwie) w ten sposób, że widoczne z niego było niemal całe miasto. Poza rzeźbami i fontannami w licznych grotach zobaczyć tu można także obrazy przedstawiające władców oraz rzymskie bóstwa.
Główna oś ogrodu znajdująca się za Palazzo Pitti prowadzi z położonego niżej amfiteatru i kończy się fontanną Neptuna (Stoldo Lorenzi), na wzgórzu znajduje się krzyżująca się z nią prostopadle ścieżka schodząca w dół, przy której położone są tarasy i różne instalacje wodne.
W czerwcu 2013 obiekt został wpisany na listę światowego dziedzictwa UNESCO.